# Antogny-le-Tillac
Antogny-le-Tillac är en kommun i departementet Indre-et-Loire i regionen Centre-Val de Loire i de centrala delarna av Frankrike. Kommunen ligger i kantonen Sainte-Maure-de-Touraine som tillhör arrondissementet Chinon. År 2022 hade Antogny-le-Tillac 492 invånare.

## Befolkningsutveckling
Antalet invånare i kommunen Antogny-le-Tillac
Referens:INSEE